# Lewitzrand
Lewitzrand ist eine Gemeinde im Landkreis Ludwigslust-Parchim in Mecklenburg-Vorpommern (Deutschland). Sie wird vom Amt Parchimer Umland mit Sitz in Parchim verwaltet.

## Geografie

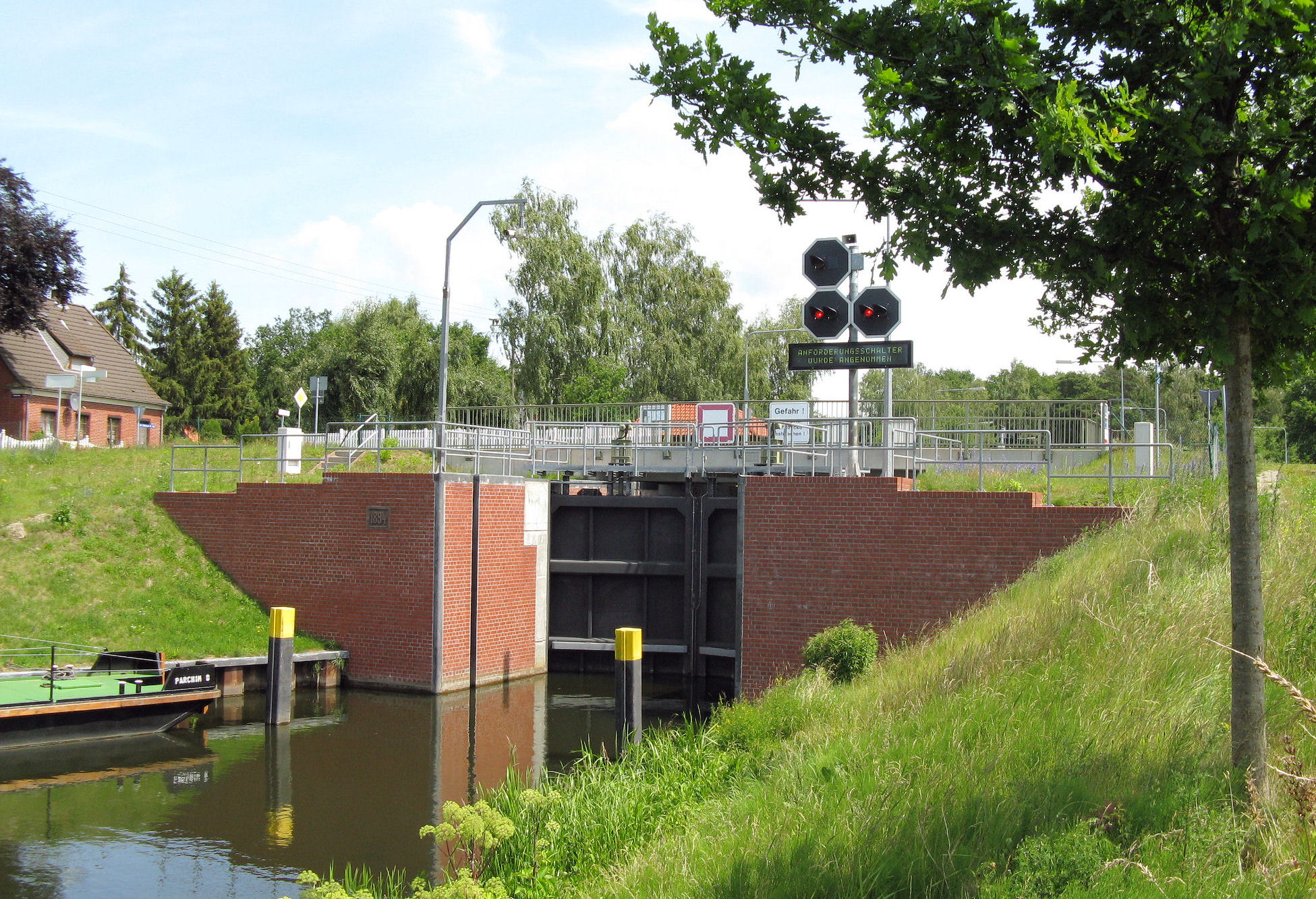
Elde-Schleuse in Garwitz

Die Gemeinde liegt 20 Kilometer südöstlich von Schwerin in der dünn besiedelten und durch das Schmelzwasser der Weichseleiszeit geformten Lewitz. Das flache Gelände fällt von etwa 60 m ü. NHN im Norden zur Elde im Süden bei Garwitz auf etwa 38 Meter ab. Höchste Erhebung ist der Hohe Berg östlich von Klinken mit 61,9 m ü. NHN. Die Landschaft ist durch von Gräben und Bächen durchzogenen Äckern und Wiesen geprägt. Größere Waldgebiete gibt es westlich des Ortsteils Klinken und östlich von Garwitz.
Zur Gemeinde gehören die Ortsteile Garwitz, Klinken, Matzlow, Raduhn und Rusch sowie die Siedlung Göthen.

## Geschichte
Die Gemeinde Lewitzrand wurde am 7. Juni 2009, dem Tag der Kommunalwahlen in Mecklenburg-Vorpommern, aus den ehemals eigenständigen Gemeinden Klinken, Raduhn und Matzlow-Garwitz gebildet.

## Politik

### Gemeindevertretung und Bürgermeister
Der Gemeinderat besteht (inkl. Bürgermeister) aus 10 Mitgliedern. Die Wahl zum Gemeinderat am 26. Mai 2019 hatte folgende Ergebnisse:
| Partei/Bewerber                      | Prozent | Sitze |
| ------------------------------------ | ------- | ----- |
| Wählergemeinschaft Matzlow-Garwitz   | 42,77   | 4     |
| Wählergemeinschaft Alle für EINE     | 27,31   | 3     |
| Wählergemeinschaft Feuerwehr Klinken | 17,54   | 2     |
| Die Linke                            | 5,17    | 1     |

Bürgermeister der Gemeinde ist Sebastian Fynnau, er wurde mit 87,95 % der Stimmen gewählt.

### Wappen
| | Blasonierung: „Geteilt von Gold über Grün; oben zwei schräg gekreuzte rote Giebelbretter mit abgewendeten Pferdeköpfen, unten ein aufrecht stehender dreiblättriger silberner Lindenzweig.“ |
| Wappenbegründung: Die Landschaft der Lewitz ist durch ebene Wiesen- und Ackerflächen, Fischteiche und Wälder geprägt, die bereits im Mittelalter vom Menschen genutzt wurden. Seit 1990 konnten durch zahlreiche Renaturierungsmaßnahmen viele verdrängte und selten gewordene Pflanzen und Tiere wieder heimisch werden. Diese enge Verbindung zwischen Mensch und der sie umgebenden Natur kommt nun auch im Wappen zum Ausdruck. Die gekreuzten Giebelbretter eines niedersächsischen Bauernhauses stehen für die hier lebenden Menschen mit ihrer langen vor allem landwirtschaftlich geprägten Tradition. Der Lindenzweig symbolisiert die Umwelt und Natur, die diese Menschen umgeben und mit der sie leben. Das Wappen wurde im September 2022 durch das Ministerium des Innern genehmigt. | |

### Flagge
Die Gemeinde verfügt über keine amtlich genehmigte Flagge.

### Dienstsiegel
Das Dienstsiegel zeigt das Wappen der Gemeinde mit der Umschrift GEMEINDE LEWITZRAND • LANDKREIS LUDWIGSLUST-PARCHIM.

## Sehenswürdigkeiten
→ Siehe auch Liste der Baudenkmale in Lewitzrand
- Gotische Backsteinkirche in Klinken
- Neugotische Dorfkirche in Raduhn
- Gotische Dorfkirche Garwitz aus dem 15. Jahrhundert
- Fachwerkkirche aus dem Jahr 1789 in Matzlow
- Die Schleuse Garwitz ist eine von 17 Schleusen auf der Müritz-Elde-Wasserstraße.

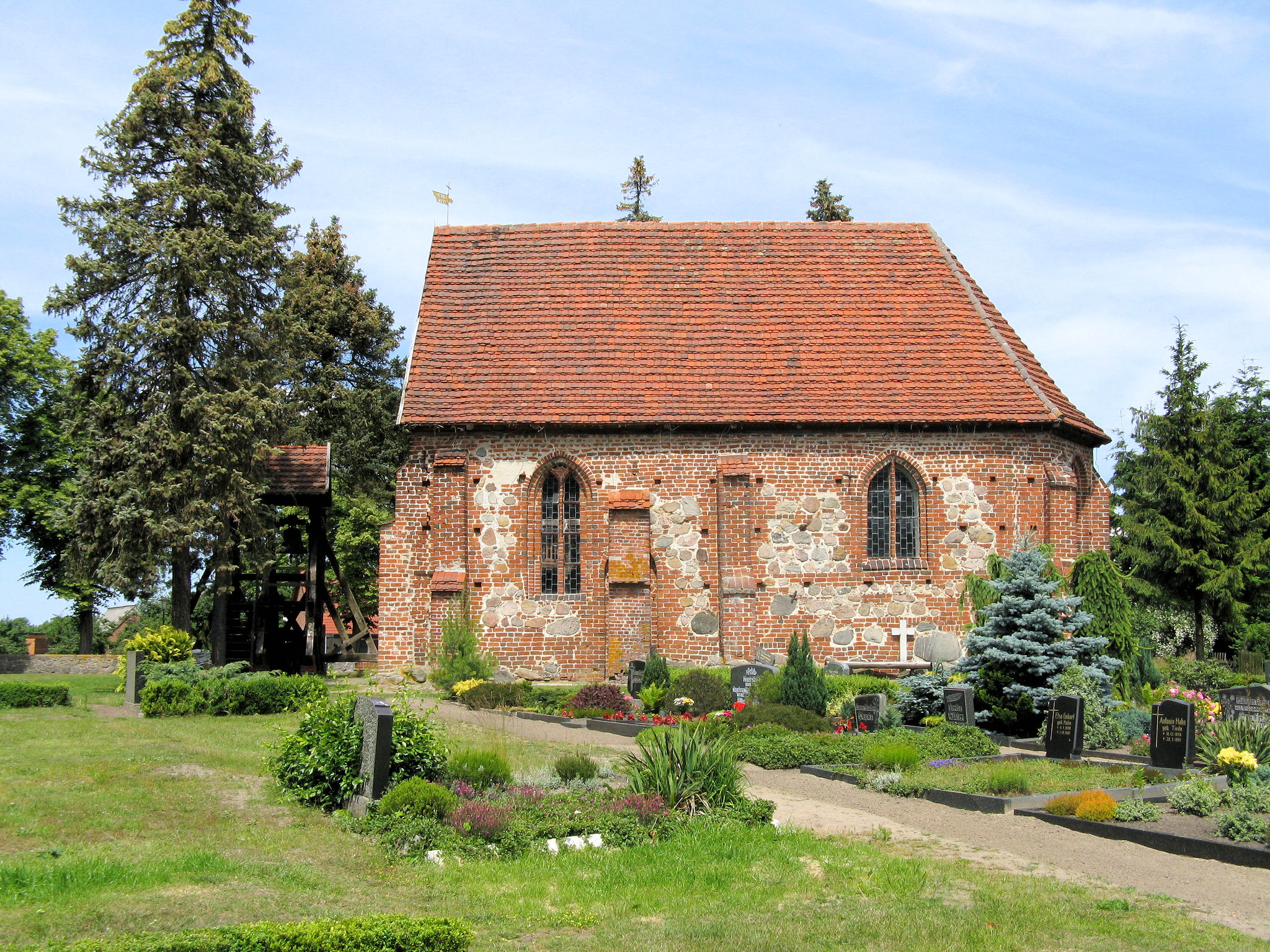
Kirche in Garwitz
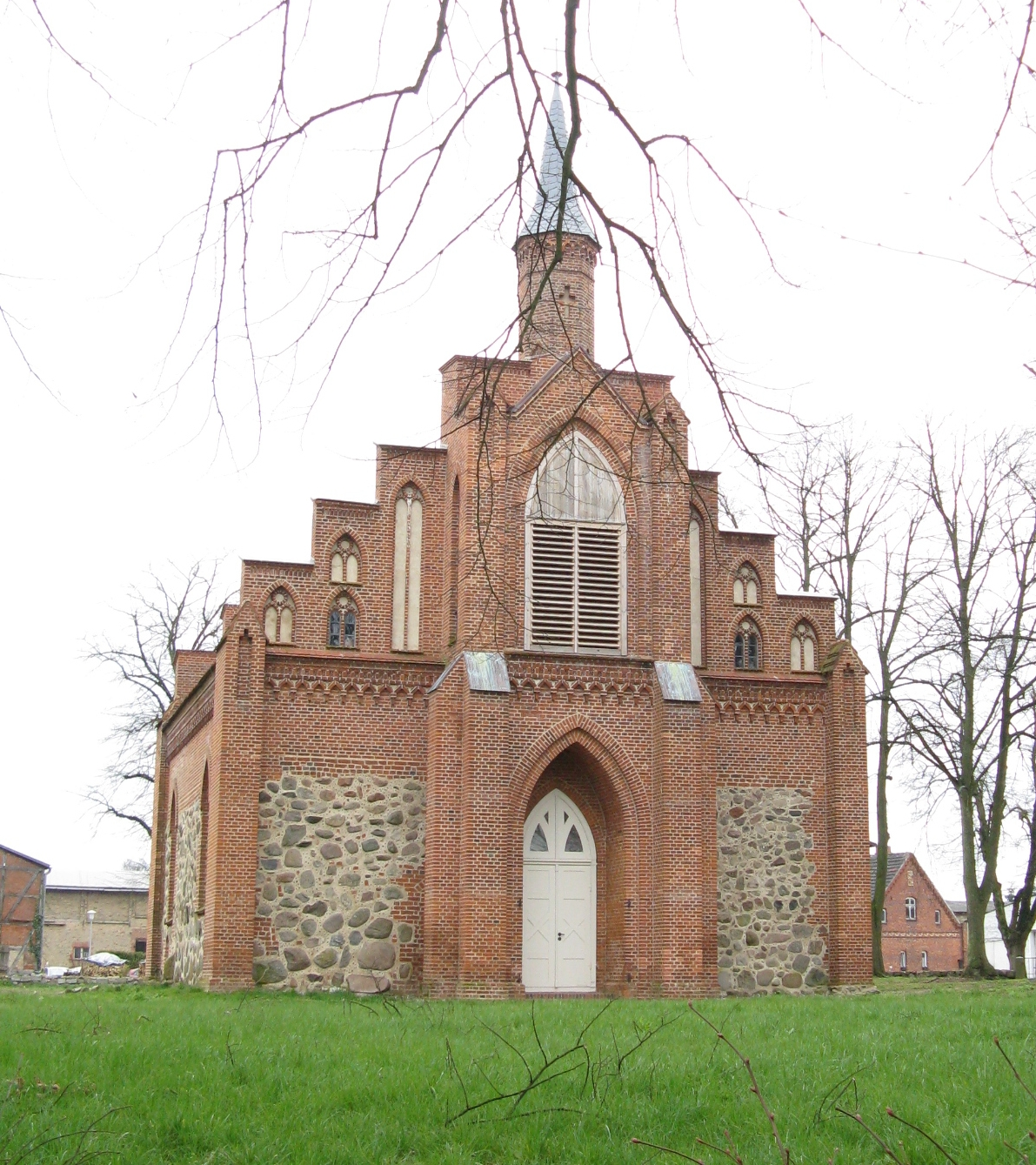
Kirche in Raduhn
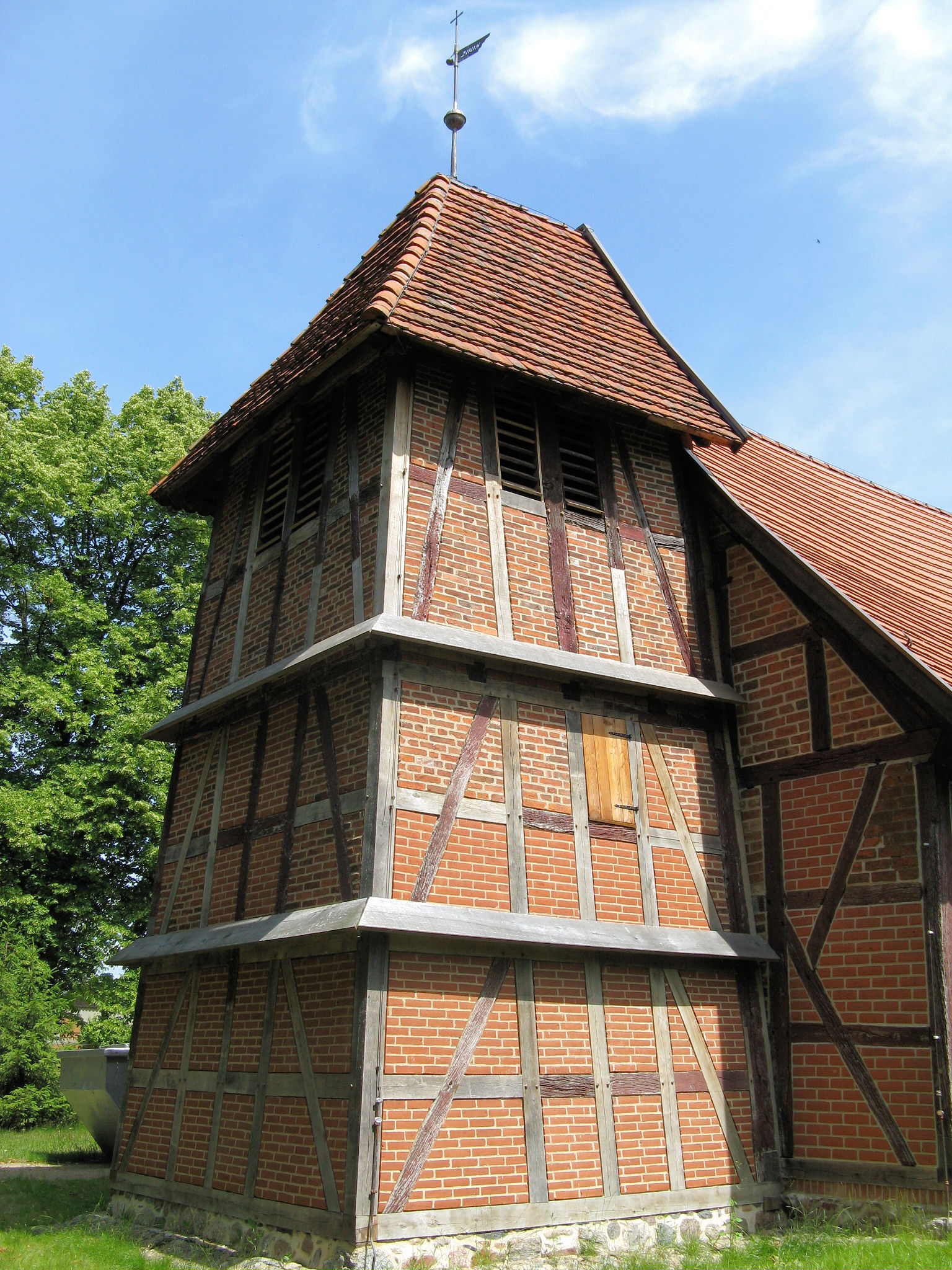
Kirche in Matzlow

## Verkehr
Durch das Gemeindegebiet führen die Landesstraße 9 von Crivitz nach Parchim sowie weitere Verbindungsstraßen. Die Bundesautobahn 24 ist über den Anschluss Neustadt-Glewe zu erreichen. Die nächsten Bahnanschlüsse bestehen in Friedrichsruhe und Domsühl an der Bahnstrecke Schwerin–Parchim sowie in Spornitz an der Bahnstrecke Ludwigslust–Parchim.